# Jeongjo
Jeongjo (né le 22 septembre 1752 ou 28 octobre 1752 et mort le 28 juin 1800 ou 18 août 1800) est le vingt-deuxième roi de la Corée sous la dynastie Joseon.
Il a régné du 10 mars 1776 jusqu'à sa mort et a profondément marqué ce moment de la période Joseon.

## Famille
- Mère : Princesse héritière Hyegyeong (clan Pungsan Hong) (6 août 1735 – 13 janvier 1816) (혜경궁 홍씨)
  - Grand-mère :  Lady Yi (Clan  Hansan Yi) (1713 – 1755) (한산 이씨)
  - Grand-père : Hong Bong-Han (1713 – 1778) (홍봉한)
- Père : Prince Sado (13 février 1735 – 12 Juillet 1762) (이선 사도세자)
  - Grand-mère : Noble Consort royale Yeong (clan Jeonui Lee) (15 août 1696 – 23 août 1764) (영빈 이씨)
  - Grand-père : Yeongjo (31 octobre 1694 – 22 Avril 1776) (조선 영조)
- Frères et sœurs
  - Yi Jeong Prince héritier Uiso (27 septembre 1750 – 17 April 1752) (이정 의소세자)
  - Princesse Cheongyeon (1754 - 9 juin 1821) (청연공주)
  - Princess Cheongseon (1756 - 20 juillet 1802) (청선공주)
  - Yi In, Prince Euneon (29 mai 1754 – 30 juin 1801) (이인 은언군)
  - Yi Jin, Prince Eunsin (11 janvier 1755 – 29 mars 1771) (이진 은신군)
  - Princesse Cheonggeun (1758 – 1 septembre 1835) (청근옹주)
  - Yi Chan, Prince Eunjeon (14 août 1759 – 26 août 1778) (이찬 은전군)
- Épouses et descendances
  - Reine Hyoui (clan Cheongpung Kim (5 janvier 1754 – 10 avril 1821) (효의왕후 김씨)
  - Noble consort royale Ui (clan Changnyeong Seong) (6 août 1753 – 4 novembre 1786) (의빈 성씨)
    - Yi Hyang, Prince héritier Munhyo (13 octobre 1782 – 6 juin 1786) (이순 문효세자)
    - Princesse (1784)
    - Enfant à naître (1786)

  - Noble Consort royale Su (clan Bannam Park) (8 mai 1770 – 26 décembre 1822) (수빈 박씨)
    - Prince héritier Yi Gong / Sunjo (29 juillet 1790 – 13 décembre 1834) (이공 왕세자)
    - Princesse Sukseon (1 mars 1793 – 7 juin 1836) (숙선옹주)

  - Noble Consort royale Won (clan Pungsan Hong) (27 mai 1766 – 7 mai 1779) (원빈 홍씨)
  - Noble Consort royale Hwa (clan Namwon Yun) (1765 – 1824) (화빈 윤씨)

## Nom complet
- Avant 1899: Roi Jeongjo Munseong Muryeol Seongin Janghyo
  - 정종문성무열성인장효대왕
  - 正宗文成武烈聖仁莊孝大王
- Après 1899: Empereur Jeongjo Gyeongcheon Myeongdo Hongdeok Hyeonmo Munseong Muryeol Seongin Janghyo
  - 정조경천명도홍덕현모문성무열성인장효선황제
  - 正祖敬天明道洪德顯謨文成武烈聖仁莊孝宣皇帝

## Dans la culture populaire
- Interprété par Kim Yong-gun en 1989 dans la série 500 Years of Joseon Dynasty: Pa Mun.
- Interprété par Jung Jae-gon en 2001 dans la série Hong Guk-yeong.
- Interprété par Lee Seo-jin et Park Ji-bin en 2007 dans la série Lee San, Wind of the Palace.
- Interprété par Ahn Nae-sang en 2007 dans la série Conspiracy in the Court.
- Interprété par Kim Sang-joong et Park Gun-tae en 2007 dans la série Eight Days, Assassination Attempts against King Jeongjo.
- Interprété par Bae Soo-bin en 2008 dans la série Painter of the Wind.
- Interprété par Han Myeong-goo en 2008 dans le film Portrait of a Beauty.
- Interprété par Jo Sung-ha en 2010 dans la série Sungkyunkwan Scandal.
- Interprété par Hong Jong-hyun en 2011 dans la série Warrior Baek Dong-soo.
- Interprété par Hyun Bin et Goo Seung-hyun en 2014 dans le film The Fatal Encounter.
- Interprété par Go Woo-rim en 2015 dans le drama spécial Crimson Moon.
- Interprété par So Ji-sub et Lee Hyo-je en 2015 dans le film Sado.
- Interprété par Lee Jun-ho en 2021 dans la série The Red Sleeve Cuff de MBC